# Богатищи
Богати́щи — деревня в Палехском районе Ивановской области. Входит в Раменское сельское поселение.

## География
Находится в 5 км к северу от Палеха.

## Население
| 1859 | 1905 | 2010 |
| ---- | ---- | ---- |
| 424  | ↘386 | ↘9   |

## Русская православная церковь
В деревне имеется деревянная часовня на источнике, на берегу речки Телушки, на месте обретения иконы великомученицы Параскевы-Пятницы. Часовня разрушена в 1931 году, но восстановлена в XXI веке силами прихожан.